# Kuchnja v Pariže
Kuchnja v Pariže (Кухня в Париже) è un film del 2014 diretto da Dmitrij D'jačenko.

## Trama
Il ristorante metropolitano alla moda Claude Monet è fiorente. È qui che Vika e Maxim vogliono sposarsi. Ma tutto cambia quando nel ristorante sono in programma le trattative tra i Presidenti di Russia e Francia! Il team del ristorante è costretto a recarsi a Parigi, dove Chef e Max dovranno affrontare pericolosi concorrenti.